# 神長豊
神長豊（かみなが ゆたか、1966年3月6日 - ）は日本の元ゲームクリエイター、実業家。ゲームクリエイター時代の代表作には『ゼロヨンチャンプ』『クロス探偵物語』がある。

## 経歴
80年代後半から放送作家・榎雄一郎に師事し、放送作家見習いとしてテレビやラジオ番組の構成を担当していた。
1988年6月、TBS系深夜番組『オフィスヒット』番組中で出演者の堀井雄二が行ったゲームデザイナー育成企画に応募。全国200人の応募者の中から残った5人で、ゲームデザイナー集団『U.G.BOYS』を結成する。
番組側から、ゲーム業界参入にあたって企画案を出すようもちかけられ、自身の趣味をもとに『ゼロヨンチャンプ』を立案。結果、その企画が採用され、シナリオ・ゲームデザインまで担当することとなった。テレビゲームで初めて実在の車種が登場した同作は大きな話題を呼んだ。
同作は大ヒットし、以降4作目までシリーズを手掛けたのち、1998年にはワークジャムを設立した。
『U.G.BOYS』結成当時のゲーム誌では「シナリオにウェイトをおいたドラマチックなRPGを作りたい」とコメントしていたが、これまでのところロールプレイングゲームの制作実績はない。ちなみに同グループには、スクウェアを経てブラウニーブラウン設立に参加した井上信行も所属していた。
2022年発行の雑誌インタビューでは、ゲーム業界を引退している旨が語られており。現在はキャンピングカーの製作及び販売を行う会社を営んでいる。

## 作品
- ゼロヨンチャンプ（1991年3月8日、PCエンジン）
- ゼロヨンチャンプ2（1993年3月5日、PCエンジン）
- ゼロヨンチャンプRR（1994年7月22日、スーパーファミコン）
- ゼロヨンチャンプRR-Z（1995年11月25日、スーパーファミコン）
- クロス探偵物語（1998年6月25日、セガサターン / 1999年8月1日、PlayStation）
- 探偵 神宮寺三郎 Innocent Black（2002年10月24日、PlayStation 2）
- ゼロヨンチャンプシリーズ ドリフトチャンプ（2002年11月21日、PlayStation 2）